# Алексион из Сикиона
Алексион (др.-греч. Άλεξίων) — житель Сикиона.
Согласно Диодору Сицилийскому, Алексион притворялся другом военачальника Александра, сына Полиперхона, который захватил власть на большей части Пелопоннеса. В 315 или 314 году до н. э. Алексион убил Александра, когда тот выступил в поход из Сикиона. Возможно, этот заговор был связан с заключением союза между Алексионом и Кассандром. Ещё по одной версии заговорщики планировали вернуть городу независимость. Диодор не говорит о том, что случилось с Алексионом после убийства Александра. Однако Кратесиполида смогла решительно подавить мятеж, после чего жестко расправилась с восставшими горожанами, отдав распоряжение о распятии тридцати их предводителей. Весьма вероятно, что среди казнённых был и Алексион.